# Белгородская агломерация

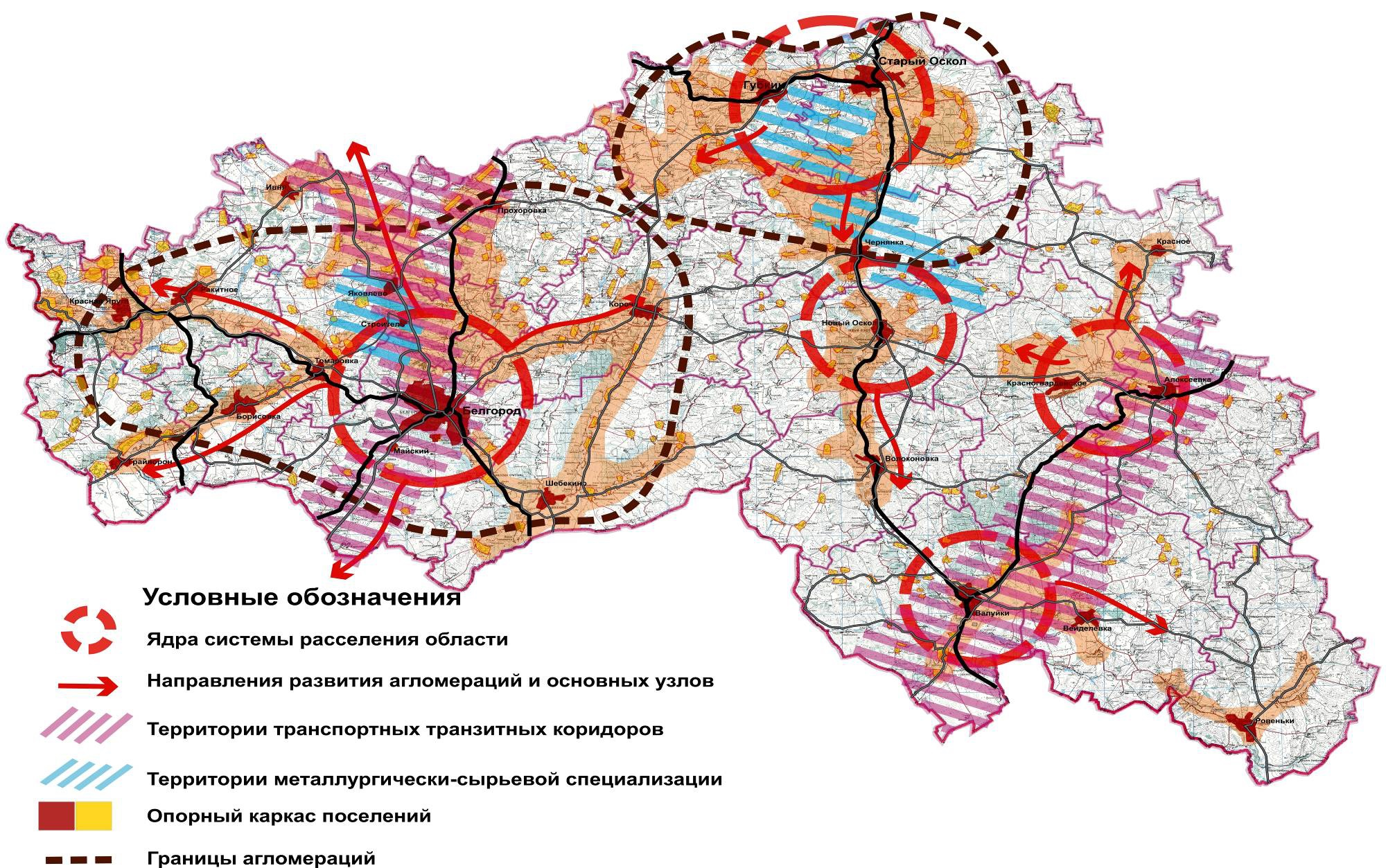
Белгородская агломерация на схеме Стратегии социально-экономического развития Белгородской области на период до 2025 года

Белгоро́дская агломера́ция — крупнейшая агломерация в Белгородской области, представляющая собой в укрупнённом виде компактное скопление населённых пунктов пяти районов, местами срастающихся, объединённых в сложную многокомпонентную динамическую систему с интенсивными производственными, транспортными и культурными связями с центром в Белгороде. Согласно «Стратегии социально-экономического развития Белгородской области на период до 2030 года», помимо собственно Белгорода, в состав агломерации фактически входят прилегающие к нему в радиусе 30-минутной доступности общественным транспортом населённые пункты Яковлевского городского округа и Белгородского района.

## Границы
В результате социальной и экономической интеграции близлежащих районов с городом Белгородом и роста взаимосвязей города с окружающей территорией сформировалась пригородная зона (с единым рынком труда, большим объёмом маятниковых поездок), к которой относятся областной центр и населённые пункты 5 районов: Белгородского, Борисовского, Корочанского, Шебекинского, Яковлевского. В том числе посёлки Северный, Разумное, Дубовое, Стрелецкое, Майский, Таврово и два города-спутника: Шебекино и Строитель, другие близлежащие населённые пункты. Общее население агломерации составляет около 600 тысяч человек.
При использовании методики баланса труда и расселения в главном городе и спутниках, позволяющую не только определить границы пригородной зоны, но и выявить взаимосвязанность расселения в пределах агломерации получается, что от 88 % работающего экономически активного населения в первой пригородной зоне до 18 % во второй ежедневно выезжают на работу за пределы своего населенного пункта, преимущественно в город Белгород. По такой оценке Белгородская агломерация представляет собой территорию площадью 7200 км2 с численностью населения в 690,9 тыс. человек (45 % всего населения Белгородской области, 2010 год). Большая часть населения агломерации проживает в городах и пгт. — 505,8 тыс. человек, доля сельских жителей составляет 29 % от общего числа населения Белгородской
агломерации.

## Формирование и развитие
Высокий уровень освоенности территории и плотности населения районов, примыкающих к Белгороду, высокая административно-хозяйственная роль областного центра, многочисленные и разнообразные связи Белгорода с окружающей территорией, а также интенсивное индивидуальное жилищное строительство в пригородах обусловили развитие процессов формирования Белгородской городской агломерации.
Формирование Белгородской агломерации обеспечивает:
- укрупнение (агломерацию) рынков труда: большая емкость, разнообразие возможностей для работодателей и работников, большие возможности наращивать современные компетенции
- укрупнение рынков недвижимости: жилой, торговой, офисной и промышленной — за счет развития инфраструктур
- укрупнение потребительских рынков товаров и услуг

С целью равномерного развития Белгородской агломерации ОАО «Белгородская ипотечная корпорация» с 2004 по 2010 год получила и сформировала в качестве индивидуальных участков около 13 000 гектаров земель в Белгородском районе и около 1700 гектаров — на территории областного центра. В 2011 году корпорация подготовила и предложила к реализации более 6 тысяч участков на территории города и района. Большинство из них находится в новых микрорайонах индивидуальной застройки — «Стрелецкое-73», «Разумное-71», «Крапивенское-3». Наиболее крупным является, расположенный к северо-западу от Белгорода «Стрелецкое-73». К 2014 году «Белгородская ипотечная корпорация» передала под застройку 75 микрорайон ИЖС общей площадью в 19 500 гектаров, 50 из этих микрорайонов находятся в Белгородском районе.
В результате этого в радиусе 30 километров от города были сформированы участки под индивидуальное жилищное строительство, также следствием этого стало то, что пригород и части муниципальных территорий стали спальными районами Белгорода. Жители, переехавшие за город в индивидуальные дома, остались активными участниками экономической и социальной жизни Белгорода. В связи с этим согласно исследованию Белгородского научно-исследовательского института градостроительства, ежедневно в город въезжают и выезжают из него около 93 000 человек (в рамках зоны активного тяготения, определяемой с помощью изохронограмм транспортной доступности по нормативным затратам времени в 40 минут на центростремительные поездки населения к городу), из них — около 52 тысяч на личном транспорте, ещё 41 тысяча — на общественном. Наибольшие потоки личного, пассажирского и грузового транспорта складываются на направлениях: города Харькова (поселок Майский), города Шебекино (поселок Разумное, поселок Маслова Пристань), города Корочи (поселок Новосадовый, села Ближняя Игуменка и Дальняя Игуменка), в Никольском направлении (поселок Дубовое, поселок Таврово, село Репное, село Никольское). Данные показатели позволяют сделать вывод о высокой степени маятниковой трудовой, деловой, культурной миграции населения из пригородной зоны в город Белгород и обратно. Процент маятниковой миграции к численности населения города в настоящее времяш составляет около 25 %.
За период 2004 — середина 2020 года Белгородская ипотечная корпорация и муниципалитеты выдали под индивидуальное строительство домов 70 548 участков. Пик выдачи пришёлся на 2008 год, когда жители региона получили более 7,3 тыс. земельных наделов. Однако в последующие годы число сделок по их покупке существенно снизилось и колеблется между 2-3 тыс. ежегодно.
26-27 февраля 2014 года в Белгороде прошла международная конференция на тему «Белгородская агломерация как субъект опережающего развития». Видные учёные, практики из Москвы, Белгорода, Украины выступили с докладами по актуальным проблемам развития Белгородской агломерации, наметили пути её развития на ближайшую перспективу.
На международной научно-практической конференции мэр Белгорода Сергей Боженов отметил:

«В конечном итоге белгородская агломерация должна стать территорией, удобной для жизни. Это амбициозная задача, над решением которой нужно совместно поработать власти, бизнесу и обществу. Тогда наша площадка из лаборатории превратится в пример для подражания всей России»— Сергей Боженов: Белгородская агломерация может стать примером для всей России
В Белгородской области принят закон от 1 марта 2016 года № 58 «О развитии агломераций в Белгородской области». Существует специальный Совет при Губернаторе Белгородской области по развитию Белгородской агломерации (Совет агломерации).
В целях комплексного развития Белгорода и его пригородной зоны в составе Белгородской агломерации определены направления перспективного развития города: Разуменское, Никольское, Новосадовское, Стрелецкое и Северное.
Среди главных направлений развития агломерации специалистами были обозначены такие, как обеспечение современным скоростным пригородным транспортом, создание комфортных условий для пешеходов, строительство транспортных развязок, велосипедных дорожек, реорганизация промышленных зон, сооружение спортивных площадок, реконструкция старых построек и возведение новых, создание пригородных рабочих мест, объектов обслуживания.
Градоначальник Белгорода отмечал, что «сельские территории необходимо развивать согласно их научно-технологическому потенциалу. Белгородский и Корочанский районы могли бы стать поставщиками экологически чистых продуктов питания для нужд агломерации. Шебекинский и Борисовский районы уже сориентированы на то, чтобы развиваться как рекреационные зоны. А Яковлевский район возможно сосредоточить на предоставлении рабочих мест в сфере промышленного производства, развитии альтернативной энергетики и строительства».
Белгородская агломерация прирастает со скоростью 8-10 тысяч человек в год. Этому способствует то, что ввод жилья в Белгородской агломерации более 1,5 квадратных метров на одного жителя в год.
Факторами, определяющими потенциал будущего развития Белгородской агломерации, являются:
- развитая промышленность и энергетика
- развитая научно-образовательная база и значительное количество обучающейся студенческой молодежи
- высокий уровень кадрового потенциала специалистов старшего поколения
- возможность размещения на территории агломерации крупных производственных объектов на уже готовых и ныне бездействующих промышленных площадках
- удобное географическое расположение
- развитый транспортный потенциал
- спокойное толерантное сообщество, с невысоким уровнем межрасовой и/или межрелигиозной агрессии, способное к реализации совместной деятельности

## Экономика
Объём отгруженных товаров собственного производства в рамках Белгородской агломерации в 2013 году составил 134,9 млрд рублей, или 27,1 % от общего объёма по области. Наибольший удельный вес в экономике агломерации приходится на промышленные производства (19,6 %), оптовую и розничную торговлю (18,7 %), строительство (17,1 %). Для агломерации является характерным сравнительно высокая доля занятых в образовании (11,4 %), здравоохранении и предоставлении социальных услуг (8,1 %), операциях с недвижимым имуществом (6,3 %), государственном управлении (6,2 %).
Удельный вес экономического потенциала Белгородской агломерации в 2013 году составил 41,1 процента от потенциала всей области.

## Образование
Школы Белгорода посещают более 2,3 тысячи детей из Белгородского района, детские сады — около 900 человек.
На территории агломерации с мая 2017 года действует ассоциация детских общественных организаций Белгородской агломерации «Мы — белгородцы!».

## Транспорт
Белгородскую агломерацию обслуживает система маршрутов Белгородского автобуса.